# بني عاصم (تمزڭانة)
بني عاصم هي إحدى مشيخات المملكة المغربية، تتبع جغرافيا لإقليم تاونات وإداريًا لتمزڭانة. يقدر عدد سكانها بـ 15540 نسمة حسب الإحصاء الرسمي للسكان والسكنى لسنة 2004.